# Sabatina James
Sabatina James naît en 1982 à Dhedar au Pakistan,.

## Biographie
Son père immigre en Autriche et fait venir sa femme et ses quatre enfants en 1992. À ses 17 ans, elle est mariée de force, ce qui la pousse à fuir et à changer de religion (de l'islam vers le christianisme).
S'étant convertie au christianisme, elle reçoit des messages de mort de sa famille et d'islamistes.
Elle habite à Linz.
Elle lutte contre l'oppression des femmes musulmanes.
Elle est invitée dans des débats et des talk-shows télévisés et écrit un livre : Scharia in Deutschland (trad : la charia en Allemagne).
En 2010 paraît son livre Mourir pour vivre à nouveau (Sterben sollst du für dein Glück) traduit par Paulina Day.